# Channenahalli (Channahalli), Channarayapatna
Channenahalli (Channahalli) là một làng thuộc tehsil Channarayapatna, huyện Hassan, bang Karnataka, Ấn Độ.